# Порта-Сан-Паоло (вокзал)
Порта Сан-Паоло — залізничний вокзал в Римі, (Італія), розташований на лінії Рим — Лідо з виходом до станції метро Піраміде (лінія Бі) і довколишньому вокзалу Остіенсе. Він названий на честь розташованих поруч воріт Сан Паоло і має 6 платформ, крім того вокзал має власний залізничний музей (Museo ferroviario di Porta San Paolo). 

## Історія
Залізниця відкрита 30 грудня 1918 королем Віктором Еммануїлом III, але сам вокзал  (створений за проектом архітектора Марчелло Пьячентіні) почав будуватися лише в 1919. Відкритий 10 серпня 1924 у присутності Беніто Муссоліні, який незабаром став главою італійського уряду. 
Графіті, які прикрашають інтер'єр станції, є роботою флорентійського художника Джуліо Россо.